# Bohuslav Coufal
Bohuslav Coufal (28. června 1895, Dolní Čermná u Kyšperku - 16. června 1969, Český Krumlov) byl malíř, grafik a ilustrátor.

## Život
Rodiče Bohuslava Coufala se přestěhovali do Lipska. Zde absolvoval v letech 1910-1912 Státní grafickou školu a vyučil se litografem. Poté pokračoval ve studiu na Akademii výtvarných umění v Lipsku (1913-1914). Roku 1925 se odstěhoval do Českého Krumlova a vytvořil zde většinu svého díla. Bydlel v domě na Horní Bráně č.p. 279.

## Dílo
Bohuslav Coufal zachytil v kresbách především městská zákoutí v Českém Krumlově. Dokumentární hodnotu mají jeho kresby drobných sakrálních staveb - božích muk, křížků a kapliček, nebo úprav zámecké zahrady v 60. letech.
Ilustroval průvodce Českým Krumlovem.

### Zastoupení ve sbírkách
- Alšova jihočeská galerie v Hluboké nad Vltavou
- Jihočeské muzeum v Českých Budějovicích
- Okresní vlastivědné muzeum v Českém Krumlově
- Památník národního písemnictví

### Katalogy
- Bohuslav Coufal: Malebný Český Krumlov: Soubor obrazů a kreseb, Svaz československých výtvarných umělců, České Budějovice 1954

### Ilustrace
- Navrátil, František, Český Krumlov a okolí: turistický průvodce. red. Fr. Navrátil, ilustrace Bohuslav Coufal. Č. Krumlov : Klub českých turistů, 1946. 69 s.

### Výstavy

#### Autorská
- 1954 Bohuslav Coufal: Malebný Český Krumlov, Dům umění, České Budějovice

#### Společné
- 1954 Jihočeská grafika, Krajské vlastivědné muzeum, České Budějovice
- 1979 Současné jihočeské výtvarné umění: Malba / grafika, Dům umění města Brna